# Afrikanska mästerskapet i fotboll 1998
Se även Afrikanska mästerskapet i fotboll för damer 1998.
Afrikanska mästerskapet i fotboll 1998 spelades i Burkina Faso. Precis som under 1996 års turnering delades 16 lag in i fyra grupper. Egypten vann turneringen, genom att finalslå Sydafrika med 2–0. 

## Spelorter och anläggningar
| Orter          | Anläggningar    | Publikkapacitet |
| -------------- | --------------- | --------------- |
| Ouagadougou    | Stade du 4-Août | 40 000          |
| Bobo-Dioulasso | Stade Municipal | 40 000          |
| Ouagadougou    | Stade Municipal | 30 000          |

## Deltagande lag

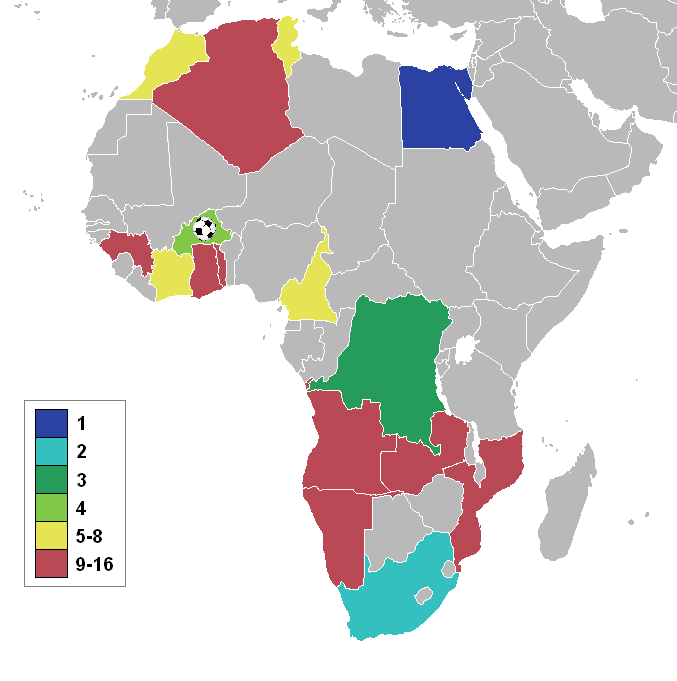
Deltagande lag.

| - Algeriet - Angola - Burkina Faso (direktkvalificerade som arrangör) - Kamerun - Kongo-Kinshasa - Elfenbenskusten - Egypten - Ghana | - Guinea - Marocko - Moçambique - Namibia - Sydafrika (direktkvalificerade som titelförsvarare) - Togo - Tunisien - Zambia |

## Uteslutna lag
- Gambia
- Guinea-Bissau
- Lesotho
- Madagaskar
- Niger
- Nigeria

Nigeria var avstängda efter att ha dragit sig ur från 1996 års turnering efter att ha kvalat in, medan andra lag var avstängda för att ha dragit sig ur kvalet till 1996 års turnering.

## Gruppspel
Grönmarkerade lag gick vidare till kvartsfinal.

### Grupp A
| Lag          | S | V | O | F | GM | IM | MS | P |
| ------------ | - | - | - | - | -- | -- | -- | - |
| Kamerun      | 3 | 2 | 1 | 0 | 5  | 3  | +2 | 7 |
| Burkina Faso | 3 | 2 | 0 | 1 | 3  | 2  | +1 | 6 |
| Guinea       | 3 | 1 | 1 | 1 | 3  | 3  | 0  | 4 |
| Algeriet     | 3 | 0 | 0 | 3 | 2  | 5  | −3 | 0 |

|       | 7 februari 1998 | Burkina Faso | 0 – 1   | Kamerun    | Stade du 4-Août, Ouagadougou                       |                                                    |
| 16:00 | 16:00           |              | (0 – 1) | Tchami 20′ | Publik: 30 000 Domare: Gamal Al-Ghandour (Egypten) | Publik: 30 000 Domare: Gamal Al-Ghandour (Egypten) |
| 16:00 | 16:00           |              |         |            | Publik: 30 000 Domare: Gamal Al-Ghandour (Egypten) | Publik: 30 000 Domare: Gamal Al-Ghandour (Egypten) |
| 16:00 | 16:00           |              |         |            | Publik: 30 000 Domare: Gamal Al-Ghandour (Egypten) | Publik: 30 000 Domare: Gamal Al-Ghandour (Egypten) |

|       | 8 februari 1998 | Algeriet | 0 – 1   | Guinea     | Stade Municipal, Ouagadougou                    |                                                 |
| 20:30 | 20:30           |          | (0 – 1) | Oularé 19′ | Publik: 3 000 Domare: Lim Kee Chong (Mauritius) | Publik: 3 000 Domare: Lim Kee Chong (Mauritius) |
| 20:30 | 20:30           |          |         |            | Publik: 3 000 Domare: Lim Kee Chong (Mauritius) | Publik: 3 000 Domare: Lim Kee Chong (Mauritius) |
| 20:30 | 20:30           |          |         |            | Publik: 3 000 Domare: Lim Kee Chong (Mauritius) | Publik: 3 000 Domare: Lim Kee Chong (Mauritius) |

|       | 11 februari 1998 | Kamerun            | 2 – 2   | Guinea          | Stade Municipal, Ouagadougou                   |                                                |
| 15:00 | 15:00            | Tchami 9′ Womé 44′ | (2 – 0) | Oularé 46′, 77′ | Publik: 2 000 Domare: Young-Joo Kim (Sydkorea) | Publik: 2 000 Domare: Young-Joo Kim (Sydkorea) |
| 15:00 | 15:00            |                    |         |                 | Publik: 2 000 Domare: Young-Joo Kim (Sydkorea) | Publik: 2 000 Domare: Young-Joo Kim (Sydkorea) |
| 15:00 | 15:00            |                    |         |                 | Publik: 2 000 Domare: Young-Joo Kim (Sydkorea) | Publik: 2 000 Domare: Young-Joo Kim (Sydkorea) |

|       | 11 februari 1998 | Burkina Faso                       | 2 – 1   | Algeriet        | Stade du 4-Août, Ouagadougou                     |                                                  |
| 20:00 | 20:00            | K. Ouédraogo 65′ (str.) Traoré 77′ | (0 – 0) | Saïb 82′ (str.) | Publik: 35 000 Domare: Pierre Mounguegui (Gabon) | Publik: 35 000 Domare: Pierre Mounguegui (Gabon) |
| 20:00 | 20:00            |                                    |         |                 | Publik: 35 000 Domare: Pierre Mounguegui (Gabon) | Publik: 35 000 Domare: Pierre Mounguegui (Gabon) |
| 20:00 | 20:00            |                                    |         |                 | Publik: 35 000 Domare: Pierre Mounguegui (Gabon) | Publik: 35 000 Domare: Pierre Mounguegui (Gabon) |

|       | 15 februari 1998 | Burkina Faso | 1 – 0   | Guinea | Stade du 4-Août, Ouagadougou                          |                                                       |
| 16:00 | 16:00            | Kambou 85′   | (0 – 0) |        | Publik: 40 000 Domare: Omer Yengo (Kongo-Brazzaville) | Publik: 40 000 Domare: Omer Yengo (Kongo-Brazzaville) |
| 16:00 | 16:00            |              |         |        | Publik: 40 000 Domare: Omer Yengo (Kongo-Brazzaville) | Publik: 40 000 Domare: Omer Yengo (Kongo-Brazzaville) |
| 16:00 | 16:00            |              |         |        | Publik: 40 000 Domare: Omer Yengo (Kongo-Brazzaville) | Publik: 40 000 Domare: Omer Yengo (Kongo-Brazzaville) |

|       | 15 februari 1998 | Kamerun            | 2 – 1   | Algeriet  | Stade Municipal, Ouagadougou                 |                                              |
| 16:00 | 16:00            | Job 47′ Tchami 65′ | (0 – 1) | Dziri 40′ | Publik: 1 000 Domare: Kine Tibebu (Etiopien) | Publik: 1 000 Domare: Kine Tibebu (Etiopien) |
| 16:00 | 16:00            |                    |         |           | Publik: 1 000 Domare: Kine Tibebu (Etiopien) | Publik: 1 000 Domare: Kine Tibebu (Etiopien) |
| 16:00 | 16:00            |                    |         |           | Publik: 1 000 Domare: Kine Tibebu (Etiopien) | Publik: 1 000 Domare: Kine Tibebu (Etiopien) |

### Grupp B
| Lag            | S | V | O | F | GM | IM | MS | P |
| -------------- | - | - | - | - | -- | -- | -- | - |
| Tunisien       | 3 | 2 | 0 | 1 | 5  | 4  | +1 | 6 |
| Kongo-Kinshasa | 3 | 2 | 0 | 1 | 4  | 3  | +1 | 6 |
| Ghana          | 3 | 1 | 0 | 2 | 3  | 3  | 0  | 3 |
| Togo           | 3 | 1 | 0 | 2 | 4  | 6  | −2 | 3 |

|       | 9 februari 1998 | Kongo-Kinshasa                  | 2 – 1   | Togo         | Stade Municipal, Ouagadougou                 |                                              |
| 16:00 | 16:00           | Tondelua 57′ (str.), 73′ (str.) | (0 – 0) | Tchangai 90′ | Publik: 4 000 Domare: Said Belqola (Marocko) | Publik: 4 000 Domare: Said Belqola (Marocko) |
| 16:00 | 16:00           |                                 |         |              | Publik: 4 000 Domare: Said Belqola (Marocko) | Publik: 4 000 Domare: Said Belqola (Marocko) |
| 16:00 | 16:00           |                                 |         |              | Publik: 4 000 Domare: Said Belqola (Marocko) | Publik: 4 000 Domare: Said Belqola (Marocko) |

|       | 9 februari 1998 | Ghana               | 2 – 0   | Tunisien | Stade du 4-Août, Ouagadougou                  |                                               |
| 20:30 | 20:30           | Nyarko 8′ Gargo 90′ | (1 – 0) |          | Publik: 12 000 Domare: Ian McLeod (Sydafrika) | Publik: 12 000 Domare: Ian McLeod (Sydafrika) |
| 20:30 | 20:30           |                     |         |          | Publik: 12 000 Domare: Ian McLeod (Sydafrika) | Publik: 12 000 Domare: Ian McLeod (Sydafrika) |
| 20:30 | 20:30           |                     |         |          | Publik: 12 000 Domare: Ian McLeod (Sydafrika) | Publik: 12 000 Domare: Ian McLeod (Sydafrika) |

|       | 12 februari 1998 | Tunisien                     | 2 – 1   | Kongo-Kinshasa | Stade Municipal, Ouagadougou                 |                                              |
| 16:00 | 16:00            | Ben Slimane 31′ Tlemcani 76′ | (1 – 1) | Kimoto 36′     | Publik: 1 000 Domare: Kine Tibebu (Etiopien) | Publik: 1 000 Domare: Kine Tibebu (Etiopien) |
| 16:00 | 16:00            |                              |         |                | Publik: 1 000 Domare: Kine Tibebu (Etiopien) | Publik: 1 000 Domare: Kine Tibebu (Etiopien) |
| 16:00 | 16:00            |                              |         |                | Publik: 1 000 Domare: Kine Tibebu (Etiopien) | Publik: 1 000 Domare: Kine Tibebu (Etiopien) |

|       | 12 februari 1998 | Togo               | 2 – 1   | Ghana              | Stade du 4-Août, Ouagadougou                         |                                                      |
| 20:30 | 20:30            | Doté 26′ Touré 90′ | (1 – 0) | Johnson 83′ (str.) | Publik: 3 000 Domare: Omer Yengo (Kongo-Brazzaville) | Publik: 3 000 Domare: Omer Yengo (Kongo-Brazzaville) |
| 20:30 | 20:30            |                    |         |                    | Publik: 3 000 Domare: Omer Yengo (Kongo-Brazzaville) | Publik: 3 000 Domare: Omer Yengo (Kongo-Brazzaville) |
| 20:30 | 20:30            |                    |         |                    | Publik: 3 000 Domare: Omer Yengo (Kongo-Brazzaville) | Publik: 3 000 Domare: Omer Yengo (Kongo-Brazzaville) |

|       | 16 februari 1998 | Kongo-Kinshasa | 1 – 0   | Ghana | Stade du 4-Août, Ouagadougou                   |                                                |
| 17:00 | 17:00            | Kisombe 77′    | (0 – 0) |       | Publik: 3 000 Domare: Young-Joo Kim (Sydkorea) | Publik: 3 000 Domare: Young-Joo Kim (Sydkorea) |
| 17:00 | 17:00            |                |         |       | Publik: 3 000 Domare: Young-Joo Kim (Sydkorea) | Publik: 3 000 Domare: Young-Joo Kim (Sydkorea) |
| 17:00 | 17:00            |                |         |       | Publik: 3 000 Domare: Young-Joo Kim (Sydkorea) | Publik: 3 000 Domare: Young-Joo Kim (Sydkorea) |

|       | 16 februari 1998 | Tunisien                              | 3 – 1   | Togo               | Stade Municipal, Ouagadougou                  |                                               |
| 17:00 | 17:00            | Tlemcani 9′ Ben Slimane 12′ Gabsi 80′ | (2 – 1) | Assignon 4′ (str.) | Publik: 800 Domare: Pierre Mounguegui (Gabon) | Publik: 800 Domare: Pierre Mounguegui (Gabon) |
| 17:00 | 17:00            |                                       |         |                    | Publik: 800 Domare: Pierre Mounguegui (Gabon) | Publik: 800 Domare: Pierre Mounguegui (Gabon) |
| 17:00 | 17:00            |                                       |         |                    | Publik: 800 Domare: Pierre Mounguegui (Gabon) | Publik: 800 Domare: Pierre Mounguegui (Gabon) |

### Grupp C
| Lag             | S | V | O | F | GM | IM | MS | P |
| --------------- | - | - | - | - | -- | -- | -- | - |
| Elfenbenskusten | 3 | 2 | 1 | 0 | 10 | 6  | +4 | 7 |
| Sydafrika       | 3 | 1 | 2 | 0 | 5  | 2  | +3 | 5 |
| Angola          | 3 | 0 | 2 | 1 | 5  | 8  | −3 | 2 |
| Namibia         | 3 | 0 | 1 | 2 | 7  | 11 | −4 | 1 |

|       | 8 februari 1998 | Sydafrika | 0 – 0 | Angola | Stade Omnisport, Bobo-Dioulasso                   |                                                   |
| 15:00 | 15:00           |           |       |        | Publik: 20 000 Domare: Sidi Bekaye Magassa (Mali) | Publik: 20 000 Domare: Sidi Bekaye Magassa (Mali) |
| 15:00 | 15:00           |           |       |        | Publik: 20 000 Domare: Sidi Bekaye Magassa (Mali) | Publik: 20 000 Domare: Sidi Bekaye Magassa (Mali) |
| 15:00 | 15:00           |           |       |        | Publik: 20 000 Domare: Sidi Bekaye Magassa (Mali) | Publik: 20 000 Domare: Sidi Bekaye Magassa (Mali) |

|       | 8 februari 1998 | Elfenbenskusten                        | 4 – 3   | Namibia                       | Stade Omnisport, Bobo-Dioulasso               |                                               |
| 18:00 | 18:00           | Tiéhi 2′, 39′ Bakayoko 34′ Diabaté 83′ | (3 – 0) | Shivute 46′, 73′ Mannetti 70′ | Publik: 20 000 Domare: Karim Dahou (Algeriet) | Publik: 20 000 Domare: Karim Dahou (Algeriet) |
| 18:00 | 18:00           |                                        |         |                               | Publik: 20 000 Domare: Karim Dahou (Algeriet) | Publik: 20 000 Domare: Karim Dahou (Algeriet) |
| 18:00 | 18:00           |                                        |         |                               | Publik: 20 000 Domare: Karim Dahou (Algeriet) | Publik: 20 000 Domare: Karim Dahou (Algeriet) |

|       | 11 februari 1998 | Elfenbenskusten | 1 – 1   | Sydafrika          | Stade Omnisport, Bobo-Dioulasso                 |                                                 |
| 17:15 | 17:15            | Ouattra 88′     | (0 – 1) | Mkhalele 8′ (str.) | Publik: 10 000 Domare: Charles Masembe (Uganda) | Publik: 10 000 Domare: Charles Masembe (Uganda) |
| 17:15 | 17:15            |                 |         |                    | Publik: 10 000 Domare: Charles Masembe (Uganda) | Publik: 10 000 Domare: Charles Masembe (Uganda) |
| 17:15 | 17:15            |                 |         |                    | Publik: 10 000 Domare: Charles Masembe (Uganda) | Publik: 10 000 Domare: Charles Masembe (Uganda) |

|       | 12 februari 1998 | Angola                                                | 3 – 3   | Namibia                      | Stade Omnisport, Bobo-Dioulasso             |                                             |
| 18:15 | 18:15            | Lanzaro 46′ Paulo Silva 67′ (str.) Miguel Pereira 86′ | (0 – 2) | Uri Khob 20′, 51′ Nauseb 33′ | Publik: 2 000 Domare: Falla Ndoye (Senegal) | Publik: 2 000 Domare: Falla Ndoye (Senegal) |
| 18:15 | 18:15            |                                                       |         |                              | Publik: 2 000 Domare: Falla Ndoye (Senegal) | Publik: 2 000 Domare: Falla Ndoye (Senegal) |
| 18:15 | 18:15            |                                                       |         |                              | Publik: 2 000 Domare: Falla Ndoye (Senegal) | Publik: 2 000 Domare: Falla Ndoye (Senegal) |

|       | 16 februari 1998 | Elfenbenskusten                                 | 5 – 2   | Angola                        | Stade Municipal, Ouagadougou                    |                                                 |
| 20:00 | 20:00            | Guel 8′, 23′ Tiéhi 43′, 81′ (str.) Bakayoko 56′ | (3 – 1) | Paulo Silva 27′ Quinzinho 52′ | Publik: 4 000 Domare: Mamadouba Camara (Guinea) | Publik: 4 000 Domare: Mamadouba Camara (Guinea) |
| 20:00 | 20:00            |                                                 |         |                               | Publik: 4 000 Domare: Mamadouba Camara (Guinea) | Publik: 4 000 Domare: Mamadouba Camara (Guinea) |
| 20:00 | 20:00            |                                                 |         |                               | Publik: 4 000 Domare: Mamadouba Camara (Guinea) | Publik: 4 000 Domare: Mamadouba Camara (Guinea) |

|       | 16 februari 1998 | Sydafrika                  | 4 – 1   | Namibia    | Stade Omnisport, Bobo-Dioulasso              |                                              |
| 20:00 | 20:00            | McCarthy 8′, 11′, 19′, 21′ | (4 – 0) | Uutoni 68′ | Publik: 9 500 Domare: Karim Dahou (Algeriet) | Publik: 9 500 Domare: Karim Dahou (Algeriet) |
| 20:00 | 20:00            |                            |         |            | Publik: 9 500 Domare: Karim Dahou (Algeriet) | Publik: 9 500 Domare: Karim Dahou (Algeriet) |
| 20:00 | 20:00            |                            |         |            | Publik: 9 500 Domare: Karim Dahou (Algeriet) | Publik: 9 500 Domare: Karim Dahou (Algeriet) |

### Grupp D
| Lag        | S | V | O | F | GM | IM | MS | P |
| ---------- | - | - | - | - | -- | -- | -- | - |
| Marocko    | 3 | 2 | 1 | 0 | 5  | 1  | +4 | 7 |
| Egypten    | 3 | 2 | 0 | 1 | 6  | 1  | +5 | 6 |
| Zambia     | 3 | 1 | 1 | 1 | 4  | 6  | −2 | 4 |
| Moçambique | 3 | 0 | 0 | 3 | 1  | 8  | −7 | 0 |

|       | 9 februari 1998 | Marocko   | 1 – 1   | Zambia       | Stade Omnisport, Bobo-Dioulasso                            |                                                            |
| 18:15 | 18:15           | Bahja 37′ | (1 – 0) | Chilumba 87′ | Publik: 10 000 Domare: Abdul Rahman Al-Zeid (Saudiarabien) | Publik: 10 000 Domare: Abdul Rahman Al-Zeid (Saudiarabien) |
| 18:15 | 18:15           |           |         |              | Publik: 10 000 Domare: Abdul Rahman Al-Zeid (Saudiarabien) | Publik: 10 000 Domare: Abdul Rahman Al-Zeid (Saudiarabien) |
| 18:15 | 18:15           |           |         |              | Publik: 10 000 Domare: Abdul Rahman Al-Zeid (Saudiarabien) | Publik: 10 000 Domare: Abdul Rahman Al-Zeid (Saudiarabien) |

|       | 10 februari 1998 | Egypten            | 2 – 0   | Moçambique | Stade Omnisport, Bobo-Dioulasso                  |                                                  |
| 18:00 | 18:00            | H. Hassan 14′, 44′ | (2 – 0) |            | Publik: 20 000 Domare: Mamadouba Camara (Guinea) | Publik: 20 000 Domare: Mamadouba Camara (Guinea) |
| 18:00 | 18:00            |                    |         |            | Publik: 20 000 Domare: Mamadouba Camara (Guinea) | Publik: 20 000 Domare: Mamadouba Camara (Guinea) |
| 18:00 | 18:00            |                    |         |            | Publik: 20 000 Domare: Mamadouba Camara (Guinea) | Publik: 20 000 Domare: Mamadouba Camara (Guinea) |

|       | 13 februari 1998 | Egypten                            | 4 – 0   | Zambia | Stade Omnisport, Bobo-Dioulasso                    |                                                    |
| 17:00 | 17:00            | H. Hassan 34′, 57′, 71′ Radwan 80′ | (1 – 0) |        | Publik: 5 000 Domare: Kim Milton Nielsen (Danmark) | Publik: 5 000 Domare: Kim Milton Nielsen (Danmark) |
| 17:00 | 17:00            |                                    |         |        | Publik: 5 000 Domare: Kim Milton Nielsen (Danmark) | Publik: 5 000 Domare: Kim Milton Nielsen (Danmark) |
| 17:00 | 17:00            |                                    |         |        | Publik: 5 000 Domare: Kim Milton Nielsen (Danmark) | Publik: 5 000 Domare: Kim Milton Nielsen (Danmark) |

|       | 13 februari 1998 | Marocko                               | 3 – 0   | Moçambique | Stade Omnisport, Bobo-Dioulasso                  |                                                  |
| 20:00 | 20:00            | Chiba 39′ El Khattabi 40′ Fertout 82′ | (2 – 0) |            | Publik: 3 000 Domare: Lucien Bouchardeau (Niger) | Publik: 3 000 Domare: Lucien Bouchardeau (Niger) |
| 20:00 | 20:00            |                                       |         |            | Publik: 3 000 Domare: Lucien Bouchardeau (Niger) | Publik: 3 000 Domare: Lucien Bouchardeau (Niger) |
| 20:00 | 20:00            |                                       |         |            | Publik: 3 000 Domare: Lucien Bouchardeau (Niger) | Publik: 3 000 Domare: Lucien Bouchardeau (Niger) |

|       | 17 februari 1998 | Zambia                           | 3 – 1   | Moçambique  | Stade Omnisport, Bobo-Dioulasso             |                                             |
| 16:00 | 16:00            | Kilambe 16′ Bwalya 43′ Tembo 73′ | (2 – 0) | Avelino 57′ | Publik: 3 000 Domare: Falla Ndoye (Senegal) | Publik: 3 000 Domare: Falla Ndoye (Senegal) |
| 16:00 | 16:00            |                                  |         |             | Publik: 3 000 Domare: Falla Ndoye (Senegal) | Publik: 3 000 Domare: Falla Ndoye (Senegal) |
| 16:00 | 16:00            |                                  |         |             | Publik: 3 000 Domare: Falla Ndoye (Senegal) | Publik: 3 000 Domare: Falla Ndoye (Senegal) |

|       | 17 februari 1998 | Marocko   | 1 – 0   | Egypten | Stade Municipal, Ouagadougou                     |                                                  |
| 16:00 | 16:00            | Hadji 90′ | (0 – 0) |         | Publik: 500 Domare: Kim Milton Nielsen (Danmark) | Publik: 500 Domare: Kim Milton Nielsen (Danmark) |
| 16:00 | 16:00            |           |         |         | Publik: 500 Domare: Kim Milton Nielsen (Danmark) | Publik: 500 Domare: Kim Milton Nielsen (Danmark) |
| 16:00 | 16:00            |           |         |         | Publik: 500 Domare: Kim Milton Nielsen (Danmark) | Publik: 500 Domare: Kim Milton Nielsen (Danmark) |

## Utslagsspel
|  | Kvartsfinaler                             | Kvartsfinaler                             |                                        |              | Semifinaler          | Semifinaler |  |  | Final                                  | Final |
|  |                                           |                                           |                                        |              |                      |             |  |  |                                        |       |
|  | 20 februari 1998 (16:00) - Bobo-Dioulasso |                                           |                                        |              |                      |             |  |  |                                        |       |
|  |                                           |                                           |                                        |              |                      |             |  |  |                                        |       |
|  | Kamerun                                   | 0                                         |                                        |              |                      |             |  |  |                                        |       |
|  | Kamerun                                   | 0                                         | 25 februari 1998 (16:00) - Ouagadougou |              |                      |             |  |  |                                        |       |
|  | Kongo-Kinshasa                            | 1                                         |                                        |              |                      |             |  |  |                                        |       |
|  | Kongo-Kinshasa                            | 1                                         | Kongo-Kinshasa                         | 1 (1)        |                      |             |  |  |                                        |       |
|  | 22 februari 1998 (16:00) - Ouagadougou    |                                           | Kongo-Kinshasa                         | 1 (1)        |                      |             |  |  |                                        |       |
|  |                                           | Sydafrika (e fl)                          | 2 (1)                                  |              |                      |             |  |  |                                        |       |
|  | Marocko                                   | Sydafrika (e fl)                          | 2 (1)                                  | 1            |                      |             |  |  |                                        |       |
|  | Marocko                                   |                                           | 28 februari 1998 (16:00) - Ouagadougou | 1            |                      |             |  |  |                                        |       |
|  | Sydafrika                                 | 2                                         |                                        |              |                      |             |  |  |                                        |       |
|  | Sydafrika                                 | 2                                         | Sydafrika                              | 0            |                      |             |  |  |                                        |       |
|  | 21 februari 1998 (17:00) - Ouagadougou    |                                           | Sydafrika                              | 0            |                      |             |  |  |                                        |       |
|  |                                           | Egypten                                   | 2                                      |              |                      |             |  |  |                                        |       |
|  | Tunisien                                  | Egypten                                   | 2                                      | 1 (7)        |                      |             |  |  |                                        |       |
|  | Tunisien                                  | 25 februari 1998 (20:00) - Bobo-Dioulasso |                                        | 1 (7)        |                      |             |  |  |                                        |       |
|  | Burkina Faso (str)                        | 1 (8)                                     |                                        |              |                      |             |  |  |                                        |       |
|  | Burkina Faso (str)                        | 1 (8)                                     | Burkina Faso                           | 0            | Bronsmatch           | Bronsmatch  |  |  |                                        |       |
|  | 21 februari 1998 (20:00) - Ouagadougou    |                                           | Burkina Faso                           | 0            | Bronsmatch           | Bronsmatch  |  |  |                                        |       |
|  |                                           | Egypten                                   | 2                                      |              |                      |             |  |  |                                        |       |
|  | Elfenbenskusten                           | Egypten                                   | 2                                      | 0 (4)        | Kongo-Kinshasa (str) | 4 (4)       |  |  |                                        |       |
|  | Elfenbenskusten                           |                                           |                                        | 0 (4)        | Kongo-Kinshasa (str) | 4 (4)       |  |  |                                        |       |
|  | Egypten (str)                             | 0 (5)                                     |                                        | Burkina Faso | 4 (1)                |             |  |  |                                        |       |
|  | Egypten (str)                             | 0 (5)                                     |                                        |              | 4 (1)                |             |  |  |                                        |       |
|  |                                           |                                           |                                        |              |                      |             |  |  | 27 februari 1998 (16:00) - Ouagadougou |       |
|  |                                           |                                           |                                        |              |                      |             |  |  |                                        |       |

### Kvartsfinaler
|       | 20 februari 1998 | Kamerun | 0 – 1   | Kongo-Kinshasa | Stade Omnisport, Bobo-Dioulasso                           |                                                           |
| 16:00 | 16:00            |         | (0 – 1) | Tondelua 30′   | Publik: 5 000 Domare: Abdul Rahman Al-Zeid (Saudiarabien) | Publik: 5 000 Domare: Abdul Rahman Al-Zeid (Saudiarabien) |
| 16:00 | 16:00            |         |         |                | Publik: 5 000 Domare: Abdul Rahman Al-Zeid (Saudiarabien) | Publik: 5 000 Domare: Abdul Rahman Al-Zeid (Saudiarabien) |
| 16:00 | 16:00            |         |         |                | Publik: 5 000 Domare: Abdul Rahman Al-Zeid (Saudiarabien) | Publik: 5 000 Domare: Abdul Rahman Al-Zeid (Saudiarabien) |

|       | 21 februari 1998 | Tunisien                                                                  | 1 – 1 (e.fl.)            | Burkina Faso                                                                              | Stade du 4-Août, Ouagadougou                     |                                                  |
| 17:00 | 17:00            | Gabsi 89′                                                                 | (0 – 1)                  | K. Ouédraogo 45′ (str.)                                                                   | Publik: 35 000 Domare: Lim Kee Chong (Mauritius) | Publik: 35 000 Domare: Lim Kee Chong (Mauritius) |
| 17:00 | 17:00            |                                                                           |                          |                                                                                           | Publik: 35 000 Domare: Lim Kee Chong (Mauritius) | Publik: 35 000 Domare: Lim Kee Chong (Mauritius) |
| 17:00 | 17:00            | Rouissi Badra Bouazizi Chihi Jelassi Beya Gabsi Godhbane Hicheri Trabelsi | Straffsparksläggning 7–8 | S. Traoré F. Sanou Nana Tallé A. Ouédraogo Zongo B. Traoré Diabaté Liade Gnonka Coulibaly | Publik: 35 000 Domare: Lim Kee Chong (Mauritius) | Publik: 35 000 Domare: Lim Kee Chong (Mauritius) |

|       | 21 februari 1998 | Elfenbenskusten                          | 0 – 0 (e.fl.)            | Egypten                           | Stade Municipal, Ouagadougou                  |                                               |
| 20:00 | 20:00            |                                          |                          |                                   | Publik: 20 000 Domare: Ian McLeod (Sydafrika) | Publik: 20 000 Domare: Ian McLeod (Sydafrika) |
| 20:00 | 20:00            |                                          |                          |                                   | Publik: 20 000 Domare: Ian McLeod (Sydafrika) | Publik: 20 000 Domare: Ian McLeod (Sydafrika) |
| 20:00 | 20:00            | Domoraud Guel Diomandé Bakayoko Ouattara | Straffsparksläggning 4–5 | Ramzy Radwan Kamouna Mostafa Imam | Publik: 20 000 Domare: Ian McLeod (Sydafrika) | Publik: 20 000 Domare: Ian McLeod (Sydafrika) |

|       | 22 februari 1998 | Marocko   | 1 – 2   | Sydafrika               | Stade Municipal, Ouagadougou                     |                                                  |
| 16:00 | 16:00            | Chiba 36′ | (1 – 1) | McCarthy 22′ Nyathi 79′ | Publik: 2 000 Domare: Lucien Bouchardeau (Niger) | Publik: 2 000 Domare: Lucien Bouchardeau (Niger) |
| 16:00 | 16:00            |           |         |                         | Publik: 2 000 Domare: Lucien Bouchardeau (Niger) | Publik: 2 000 Domare: Lucien Bouchardeau (Niger) |
| 16:00 | 16:00            |           |         |                         | Publik: 2 000 Domare: Lucien Bouchardeau (Niger) | Publik: 2 000 Domare: Lucien Bouchardeau (Niger) |

### Semifinaler
|       | 25 februari 1998 | Kongo-Kinshasa    | 1 – 2 (e.fl.)  | Sydafrika          | Stade du 4-Août, Ouagadougou                   |                                                |
| 16:00 | 16:00            | Bembuana-Keve 48′ | (1 – 1, 0 – 0) | McCarthy 60′, 112′ | Publik: 4 000 Domare: Charles Masembe (Uganda) | Publik: 4 000 Domare: Charles Masembe (Uganda) |
| 16:00 | 16:00            |                   |                |                    | Publik: 4 000 Domare: Charles Masembe (Uganda) | Publik: 4 000 Domare: Charles Masembe (Uganda) |
| 16:00 | 16:00            |                   |                |                    | Publik: 4 000 Domare: Charles Masembe (Uganda) | Publik: 4 000 Domare: Charles Masembe (Uganda) |

|       | 25 februari 1998 | Burkina Faso | 0 – 2   | Egypten            | Stade Omnisport, Bobo-Dioulasso                     |                                                     |
| 20:00 | 20:00            |              | (0 – 1) | H. Hassan 40′, 71′ | Publik: 40 000 Domare: Kim Milton Nielsen (Danmark) | Publik: 40 000 Domare: Kim Milton Nielsen (Danmark) |
| 20:00 | 20:00            |              |         |                    | Publik: 40 000 Domare: Kim Milton Nielsen (Danmark) | Publik: 40 000 Domare: Kim Milton Nielsen (Danmark) |
| 20:00 | 20:00            |              |         |                    | Publik: 40 000 Domare: Kim Milton Nielsen (Danmark) | Publik: 40 000 Domare: Kim Milton Nielsen (Danmark) |

### Bronsmatch
|       | 27 februari 1998 | Kongo-Kinshasa                             | 4 – 4 (e.fl.)            | Burkina Faso                                  | Stade Municipal, Ouagadougou                       |                                                    |
| 16:00 | 16:00            | Mungongo 76′, 89′ Kasongo 86′ Tondelua 88′ | (4 – 4, 0 – 1)           | A. Ouédraogo 6′ Barro 52′ Napon 56′ Tallé 86′ | Publik: 25 000 Domare: Gamal Al-Ghandour (Egypten) | Publik: 25 000 Domare: Gamal Al-Ghandour (Egypten) |
| 16:00 | 16:00            |                                            |                          |                                               | Publik: 25 000 Domare: Gamal Al-Ghandour (Egypten) | Publik: 25 000 Domare: Gamal Al-Ghandour (Egypten) |
| 16:00 | 16:00            | Simba Mamale Kisombe Selenge               | Straffsparksläggning 4–1 | S. Traoré F. Sanou Diabaté                    | Publik: 25 000 Domare: Gamal Al-Ghandour (Egypten) | Publik: 25 000 Domare: Gamal Al-Ghandour (Egypten) |

### Final
|       | 28 februari 1998 | Sydafrika | 0 – 2   | Egypten                  | Stade du 4-Août, Ouagadougou                  |                                               |
| 16:00 | 16:00            |           | (0 – 2) | A. Hassan 5′ Mostafa 13′ | Publik: 40 000 Domare: Said Belqola (Marocko) | Publik: 40 000 Domare: Said Belqola (Marocko) |
| 16:00 | 16:00            |           |         |                          | Publik: 40 000 Domare: Said Belqola (Marocko) | Publik: 40 000 Domare: Said Belqola (Marocko) |
| 16:00 | 16:00            |           |         |                          | Publik: 40 000 Domare: Said Belqola (Marocko) | Publik: 40 000 Domare: Said Belqola (Marocko) |

## Vinnare
| Mästare i afrikanska mästerskapet 1998        |
| --------------------------------------------- |
| Egyptens herrlandslag i fotboll Fjärde titeln |

## Målgörare
| 7 mål - Hossam Hassan - Benedict McCarthy 4 mål - Jerry Tondelua - Joël Tiéhi 3 mål - Alphonse Tchami - Souleymane Oularé 2 mål - Paulo Silva - Kassoum Ouédraogo - Lokenge Mungongo - Ibrahima Bakayoko - Tchiressoua Guel - Saïd Chiba - Eliphas Shivute - Gervatius Uri Khob - Mehdi Ben Slimane - Hassan Gabsi - Ziad Tlemcani | 1 mål - Billel Dziri - Moussa Saïb - Lanzaro - Miguel Pereira - Quinzinho - Oumar Barro - Roméo Kambou - Sidi Napon - Alassane Ouédraogo - Ibrahima Tallé - Seydou Traoré - Joseph-Désiré Job - Pierre Womé - Eddy Bembuana-Keve - Banza Kasongo - Okitankoyi Kimoto - Mundaba Kisombe - Lassina Diabaté - Ahmed Ouattra - Ahmed Hassan - Tarek Mostafa - Yasser Radwan | - Mohammed Gargo - Samuel Johnson - Alex Nyarko - Ahmed Bahja - Ali El Khattabi - Youssef Fertout - Mustapha Hadji - Avelino - Ricardo Mannetti - Robert Nauseb - Simon Uutoni - Helman Mkhalele - David Nyathi - Komlan Assignon - Franck Doté - Massamasso Tchangai - Mohamed Coubadja Touré - Kalusha Bwalya - Tenant Chilumba - Rotson Kilambe - Masauso Tembo |

## All star-laget
Målvakt
- Nader El-Sayed

Backar
- Mark Fish
- Jojo
- Noureddine Naybet
- Mohamed Omara

Mittfältare
- Charles Akonnor
- Hassan Gabsi
- Tchiressoua Guel
- Ekanza Simba

Anfallsspelare
- Hossam Hassan
- Benedict McCarthy